# Бжозувка (Краківський повіт)
Бжозувка (пол. Brzozówka) — село в Польщі, у гміні Зельонки Краківського повіту Малопольського воєводства.
Населення — 567 осіб (2011).
У 1975-1998 роках село належало до Краківського воєводства.

## Демографія
Демографічна структура станом на 31 березня 2011 року:
|          | Загалом | Допрацездатний вік | Працездатний вік | Постпрацездатний вік |
| -------- | ------- | ------------------ | ---------------- | -------------------- |
| Чоловіки | 283     | 65                 | 196              | 22                   |
| Жінки    | 284     | 55                 | 173              | 56                   |
| Разом    | 567     | 120                | 369              | 78                   |